# Son Osmanlı Yandım Ali
Son Osmanlı Yandım Ali – turecki film historyczny z 2007 w reżyserii Mustafy Sevki Dogana, na podstawie powieści Suata Yalaza.

## Opis fabuły
Akcja filmu rozgrywa się w Stambule, po zakończeniu I wojny światowej. Stolica Imperium Osmańskiego znajduje się pod panowaniem mocarstw europejskich. Sierżant marynarki wojennej o imieniu Ali po dezercji z armii chce odzyskać swoją narzeczoną Defne, która poślubiła innego, kiedy Ali był na wojnie. Plan porwania Defne musi jednak porzucić, kiedy spotka na swojej drodze Mustafę Kemala, który przekonuje go, aby poświęcił się obronie ojczyzny i wyzwoleniu Turcji spod obcej dominacji.
Film realizowano od 1 sierpnia do 8 października 2006 w Stambule i w okolicach Bahçesehiru.

## Obsada
- Kenan İmirzalıoğlu jako Tahtacızade "Yandım" Ali
- Cansu Dere jako Defne
- Engin Şenkan jako Çukurçeşmeli Osman Bey
- Anna Babkowa jako Nadia
- Alican Yücesoy jako Mustafa Kemal
- Baykut Badem jako Kelle
- Öner Erkan jako Gerard
- John Baker jako Dimitri
- Emin Boztepe jako Gureau
- Kim Feenstra jako Collette
- Dogan Tank jako Niko
- Murat Tayyar jako Iskelet
- Cemil Uylukcu